# Alpaida orgaos
Alpaida orgaos là một loài nhện trong họ Araneidae.
Loài này thuộc chi Alpaida. Alpaida orgaos được Herbert Walter Levi miêu tả năm 1988.